# هوگو اودبرگ
هوگو اودبرگ، متولد ۷ مه ۱۸۹۸ در اومول در سوئد، درگذشته ۲۲ دسامبر ۱۹۷۳ در لوند، متکلم و مفسر سوئدی، استاد دانشگاه لوند بود. او در زمان خود یکی از پیشروترین خبرگان ادبیات یهود از دوران باستان بود.